# Грин, Майкл (яхтсмен)
Майкл Грин (англ. Michael Green; род. 4 июня 1954, Дублин) — британский, барбадосский и сент-люсийский яхтсмен. Участник летних Олимпийских игр 1988 и 1996 годов.

## Биография
Майкл Грин родился 4 июня 1954 года в ирландском городе Дублин.
Начал заниматься парусным спортом в 11-летнем возрасте в Великобритании. В 1972 году выиграл чемпионат Великобритании среди юношей до 18 лет и стал серебряным призёром первенства мира. В 1983 году перебрался в Карибский регион.
Выступал за яхт-клуб Сент-Люсии.
В 1988 году вошёл в состав сборной Барбадоса на летних Олимпийских играх в Сеуле. В классе «Звёздный» на двухместной килевой яхте в паре с Говардом Палмером заняли 14-е место, набрав 114,0 балла и уступив 68,3 балла завоевавшим золото Майку Макинтайру и Брину Вейлу из Канады.
В 1996 году вошёл в состав сборной Сент-Люсии на летних Олимпийских играх в Атланте. В классе «Лазер» на одноместном шверботе занял 45-е место, набрав 342,0 балла и уступив 316 баллов завоевавшему золото Роберту Шейдту из Бразилии.